# Hermine Mospointner

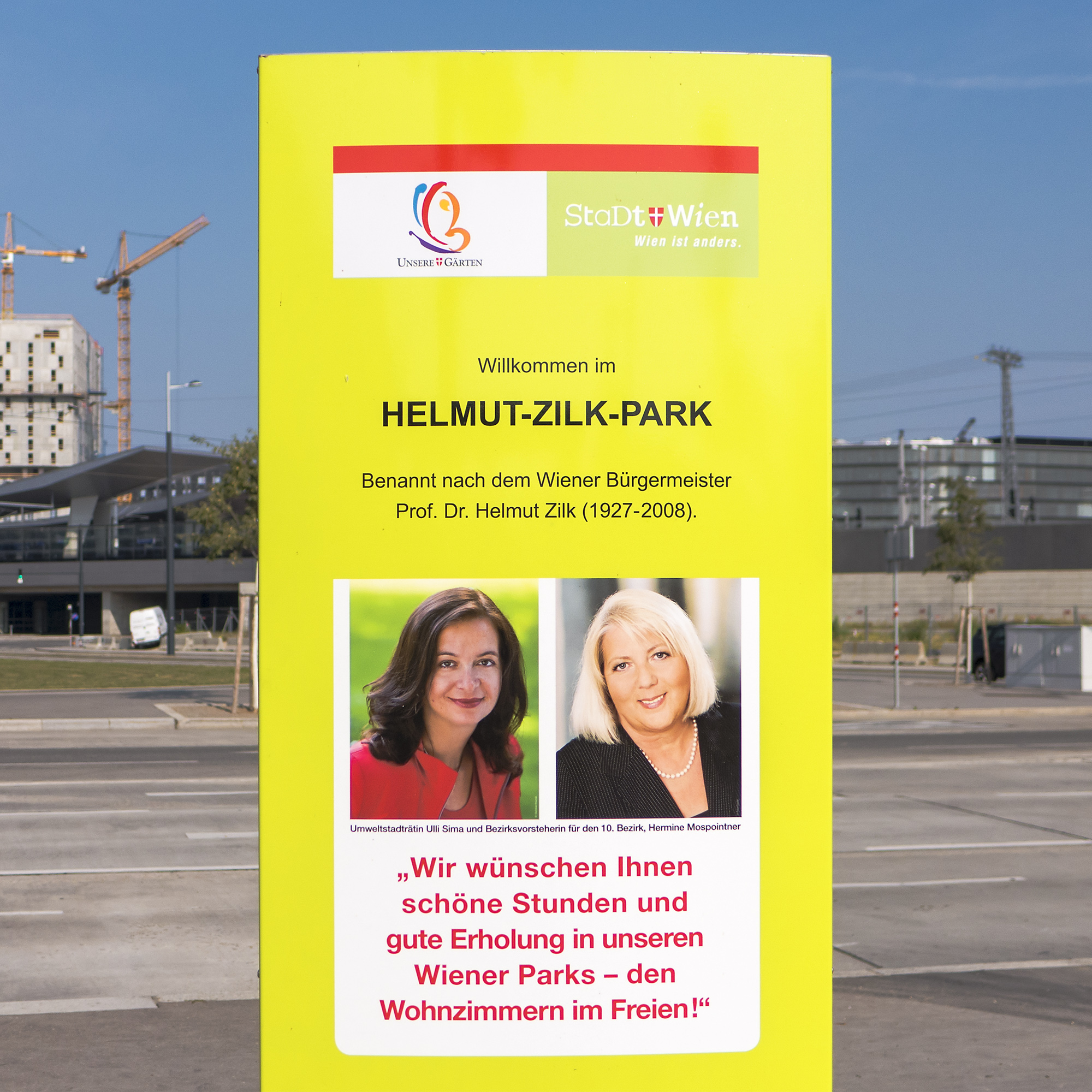
Erklärungstafel zum Helmut-Zilk-Park, links neben Mospointner: Ulli Sima.

Hermine Mospointner (* 17. Dezember 1952 in Jois) ist eine österreichische Politikerin (SPÖ) und war 1994–2017 Bezirksvorsteherin im 10. Wiener Gemeindebezirk Favoriten.

## Leben
Hermine Mospointner war bis 1980 in der Privatwirtschaft tätig und trat 1984 in den Dienst der Stadt Wien (MA 42 Stadtgartenamt).
Seit 1995 ist sie Präsidentin des Kulturverbandes Favoriten.
Hermine Mospointner begann ihre politische Karriere als Sektionsmitarbeiterin in Favoriten und war in der Folge Stellvertretende Sektionsleiterin der SPÖ-Bezirksorganisation. Sie ist seit 1985 Sektionsvorsitzende und stellvertretende Vorsitzende der SPÖ-Frauen im Bezirk und war zwischen 1987 und 1989 als Bezirksrätin tätig. 1989 stieg sie zur Abgeordneten im Wiener Landtag und Gemeinderat auf. 1994 legte sie ihr Landtagsmandat zurück und wurde am 5. Dezember 1994 zur Bezirksvorsteherin von Favoriten gewählt. Ende September 2017 ging sie in Pension, ihr folgte Marcus Franz (SPÖ) als Bezirksvorsteher nach.
Hermine Mospointner hat zwei Söhne.